# Trường Đại học Kinh tế – Kỹ thuật Công nghiệp
Trường Đại học Kinh tế - Kỹ thuật Công Nghiệp (tên tiếng Anh: University of Economics - Technology for Industries, tên viết tắt: UNETI), là trường đại học công lập định hướng nghề nghiệp ứng dụng, đào tạo cử nhân và kỹ sư hệ chính quy 4 năm, trực thuộc Bộ Công Thương Việt Nam, được thành lập năm 2007, trên cơ sở nâng cấp Trường Cao đẳng Kinh tế Kỹ thuật Công nghiệp I, thành lập từ năm 1956, đào tạo đa cấp, đa ngành.

## Giới thiệu chung
Trường Đại học Kinh tế - Kỹ thuật Công Nghiệp được thành lập theo Quyết định số 1206/QĐ-TTg ngày 11 tháng 9 năm 2007 của Thủ tướng Chính phủ, trên cơ sở nâng cấp Trường Cao đẳng Kinh tế Kỹ thuật Công nghiệp I, tiền thân là Trường Trung cấp Kỹ thuật III, được thành lập năm 1956.
Mục tiêu của Trường là đào tạo nguồn nhân lực chất lượng cao sát với thực tiễn, đáp ứng nhu cầu phát triển chung của vùng đồng bằng sông Hồng và đất nước thời kỳ hội nhập.

## Ban Giám hiệu

### Hiệu trưởng:
- TS. Trần Hoàng Long.

### Phó Hiệu trưởng:
- TS. Trần Đức Cân
- TS. Nguyễn Ngọc Khương

## Cơ cấu tổ chức

### Phòng, ban chức năng (09)
1. Phòng Tổ chức cán bộ.
2. Phòng Khoa học - Công nghệ.
3. Phòng Hành chính quản trị
4. Phòng Thanh tra - Pháp chế
5. Phòng Đào tạo
6. Phòng Tuyển sinh và Truyền thông
7. Phòng Tài chính - Kế toán.
8. Phòng Chính trị và Công tác sinh viên.
9. Phòng Khảo thí và Đảm bảo chất lượng.

### Khoa đào tạo trực thuộc (14)
1. Khoa Thương mại.
2. Khoa Du lịch và Khách sạn.
3. Khoa Công nghệ thực phẩm.
4. Khoa Cơ khí.
5. Khoa Công nghệ Thông tin.
6. Khoa Điện.
7. Khoa Điện tử.
8. Khoa Dệt may và Thời trang.
9. Khoa Quản trị và Marketing.
10. Khoa Kế toán - Kiểm toán.
11. Khoa Tài chính - Ngân hàng và Bảo hiểm.
12. Khoa Khoa học ứng dụng.
13. Khoa Ngoại ngữ.
14. Khoa Lý luận Chính trị và Pháp luật.

### Các tổ chức chính trị - xã hội (04)
1. Công đoàn
2. Đoàn TNCS Hồ Chí Minh - Hội sinh viên.
3. Hội Cựu chiến binh.
4. Hội Khuyến học.

### Khối trung tâm (04)
1. Trung tâm Thư viện.
2. Trung tâm Ngoại ngữ và Tin học.
3. Trung tâm Hợp tác Quốc tế.
4. Trung tâm Quản lý xây dựng và dịch vụ.

## Sứ mạng
Trường Đại học Kinh tế – Kỹ thuật Công nghiệp là cơ sở giáo dục đại học định hướng ứng dụng hoạt động theo cơ chế tự chủ; thực hiện các chức năng giáo dục – đào tạo, nghiên cứu khoa học, phục vụ cộng đồng đáp ứng mục tiêu xã hội và yêu cầu Công nghiệp hóa – Hiện đại hóa đất nước.

## Tầm nhìn
Đến năm 2030 trở thành trường đại học định hướng ứng dụng uy tín, nằm trong nhóm các trường đại học ứng dụng hàng đầu của cả nước.

## Giá trị cốt lõi
– Phát triển bền vững, coi trọng chất lượng, hiệu quả, luôn tự đổi mới, đáp ứng nhu cầu xã hội.
– Lấy mục tiêu phát triển bền vững là nền tảng;
– Chất lượng, hiệu quả là mục tiêu hướng tới;
– Đổi mới, đáp ứng nhu cầu xã hội là phương châm hành động.

## Cơ sở vật chất
Trường Đại học Kinh tế - Kỹ thuật Công Nghiệp có 3 cơ sở, một cơ sở ở Nam Định, hai cơ sở tại Hà Nội. Tổng diện tích mặt bằng tại cả hai cơ sở Minh Khai và Nam Định là 30 ha, khu nhà làm việc 9 tầng và khu 15 tầng  ở cơ sở Lĩnh Nam, Hoàng Mai tại Hà Nội, giảng đường 15 tầng tại Nam Định, khu thực hành và ký túc xá tại phường Mỹ Xá - Nam Định.

## Nhân lực
Hiện nay, Trường có 550 giảng viên cơ hữu, trong đó có 45% giảng viên có trình độ thạc sĩ và tiến sĩ. Tính đến nay, Trường có 01 Nhà giáo Nhân dân, 09 Nhà giáo Ưu tú, 125 thầy cô giáo được tặng Huy chương " Vì sự nghiệp Giáo dục" và 172 cán bộ giáo viên được tặng Huy chương " Vì sự nghiệp phát triển Công nghiệp Việt Nam". với 2 PGS, 72 tiến sĩ và nghiên cứu sinh, 360 thạc sĩ và cao học, chiếm tỷ lệ gần 80% giáo viên cơ hữu. Ngoài ra, cũng có gần 300 PGS, TS, ThS và kỹ sư có kinh nghiệm của các trường đại học, các viện và doanh nghiệp tham gia thỉnh giảng.Tuy nhiên, song song với đó còn tồn tại một số giảng viên với năng lực nghiệp vụ còn yếu kém khiến cho công tác giảng dạy không đạt được yêu cầu chất lượng đề ra ban đầu .Cá biệt còn ghi nhận trường hợp  một số lớp còn gom tiền ,mua quà biếu cho giảng viên để được qua môn.Làm ảnh hưởng không nhỏ đến uy tín của nhà trường .Thiết nghĩ các thầy cô cần phải nghiêm túc xem xét lại cách thức dạy học của mình. Vì mục tiêu đào tạo ra những lứa sinh viên chất lượng góp nhân lực chất lượng trong lĩnh vực kinh tế, kỹ thuật phục vụ phát triển kinh tế - xã hội của ngành Công Thương và của cả nước  
Trường Đại học Kinh tế - Kỹ thuật Công Nghiệp ngày càng đổi mới đi lên với cơ sở vật chất hiện đại, mục tiêu sánh ngang cùng các trường Đại học top đầu trên cả nước về chất lượng giảng dạy lẫn cơ sở học tập cho sinh viên của trường.

## Thành tích
- 01 Huân chương Hồ Chí Minh (2016)
- 01 Huân chương Độc lập Hạng Nhất (2011);
- 01 Huân chương Độc lập Hạng Nhất (2005);
- 01 Huân chương Lao động hạng Ba cho Công đoàn (2005);
- 01 Huân chương Lao động Hạng Nhì cho Đoàn TNCS của trường (2004);
- 01 Huân chương Độc lập Hạng Nhì (2001);
- 01 Huân chương Độc lập Hạng Ba (1996);
- 02 Huân chương Lao động Hạng Nhất (1985 - 1992);
- 01 Huân chương Lao động Hạng Nhì (1981);
- 02 Huân chương Lao động Hạng Ba (1960 - 1962);
- 01 Huân chương Lao động Hạng Nhì cho Đoàn TNCS của trường (1999);
- 04 Huân chương Lao động Hạng Ba cho các đồng chí lãnh đạo nhà trường;
- 01 Huân chương Tự do Hạng Nhất của CHDCND Lào (1981).